# گل‌آخور (ورزقان)
گل‌آخور یکی از روستاهای استان آذربایجان شرقی است که در دهستان ارزیل بخش خاروانا شهرستان ورزقان واقع شده‌است. 
جمعیت این روستا، برپایهٔ نتایج سرشماری عمومی نفوس و مسکن سال ۱۳۸۵ خورشیدی، ۴۲۰ نفر بوده‌است.